# Denis Shapovalov
Denis Shapovalov (* 15. April 1999 in Tel Aviv, Israel) ist ein kanadischer Tennisspieler.

## Privates
Denis Shapovalov wurde in Tel Aviv, Israel, geboren. Sein Vater Wiktor, ein ehemaliger Volleyballspieler, und seine Mutter Tessa, eine Tennistrainerin, emigrierten aus der Sowjetunion. Die Familie zog nach Richmond Hill, Kanada, als Denis noch kein Jahr alt war. Seit er fünf Jahre alt war, trainierte er mit seiner Mutter, die einen Tennisclub in Vaughan eröffnete – auch um ihrem Sohn einen Trainingsstützpunkt zu bieten.
Shapovalov ist mit der schwedischen Tennisspielerin Mirjam Björklund liiert.

## Karriere

### Bis 2016: Junior Tour
Mit 14 Jahren spielte Shapovalov 2013 erstmals auf der Tour der Junioren. Im selben Jahr gewann er seinen ersten Titel.
Seine größten Erfolge auf der Tour feierte er im Jahr 2016, als er bei den French Open das Halbfinale erreichte sowie in Wimbledon, wo er im Finale Alex de Minaur bezwang. Darüber hinaus gewann er den Doppelwettbewerb der US Open 2015 und stand 2016 auch im Doppelfinale von Wimbledon. Der Erfolg führte Shapovalov bis auf Platz 2 der Junior-Weltrangliste.

### Ab 2016
Nachdem Shapovalov 2015 bereits kleine Erfolge bei Turnieren der ITF Future Tour gefeiert hatte (u. a. ein Halbfinale und einen Doppeltitel), spielte der Kanadier 2016 vermehrt bei den Profis.
Hier gewann er Ende Januar seinen ersten Einzel-Future-Titel. Wenig später spielte er erstmals erfolgreich ein Turnier der ATP Challenger Tour in Drummondville, an dem er dank einer Wildcard teilnehmen konnte. Hier stieß er nach Siegen gegen die Nummer 101 der Welt Austin Krajicek und Renzo Olivo bis ins Halbfinale vor. Durch diesen Erfolg rückte er in die Top 500 der Weltrangliste vor.
Mitte 2016 konnte Shapovalov mit den Citi Open in Washington, D.C. erstmals an einem Turnier der ATP World Tour erneut dank einer Wildcard teilnehmen. Hier war Lukáš Lacko in drei Sätzen noch eine Nummer zu groß. Einen Monat später beim Rogers Cup in Toronto gelang ihm jedoch mit einem Sieg gegen den Weltranglisten-19. Nick Kyrgios eine große Überraschung. Er gewann mit 7:6, 3:6, 6:3, verlor in Runde zwei jedoch gegen Grigor Dimitrow. Bis zum Ende des Jahres spielte er ausschließlich Challengers, wo er ein weiteres Mal – in Gatineau – ein Halbfinale erreichte. Das Jahr beendete der 17-Jährige auf Platz 250, knapp 1000 Plätze besser als im Vorjahr.
Im März 2017 konnte Shapovalov seinen ersten Titelgewinn auf der ATP Challenger Tour in Drummondville feiern, als er im Finale Ruben Bemelmans mit 6:3, 6:2 bezwang. Durch diesen Erfolg schaffte er erstmals den Sprung in die Top 200 der Weltrangliste. Shapovalov erreichte im August 2017 beim Rogers Cup in Montreal das Halbfinale bei einem Masters. Er bezwang zunächst im Achtelfinale den an Nummer eins gesetzten Rafael Nadal in drei Sätzen. Nach einem Viertelfinalsieg gegen Adrian Mannarino verlor er gegen den späteren Turniersieger Alexander Zverev in zwei Sätzen. Durch diesen Erfolg gelang Shapovalov das erste Mal der Sprung unter die Top 100 der Weltrangliste.
Nach einer durchwachsenen Saison 2018 erreichte Shapovalov im März 2019 in Miami sein zweites Masters-Halbfinale. In diesem verlor er mit 2:6, 4:6 gegen Roger Federer. Am 20. Oktober 2019 holte Shapovalov in Stockholm seinen ersten Titel auf der ATP Tour. Im Finale bezwang er den Serben Filip Krajinović mit 6:4 6:4. Mit dem erstmaligen Finaleinzug beim Masters in Paris, erreichte Shapovalov mit Platz 15 in der Weltrangliste sein bisher bestes Ranking.
Nach der Wiederaufnahme des Spielbetriebs 2020 der ATP Tour aufgrund der COVID-19-Pandemie, gelang Shapovalov bei den US Open der erstmalige Einzug in ein Grand-Slam-Viertelfinale. In diesem unterlag er dem Spanier Pablo Carreño Busta in fünf Sätzen. Nach seinem Halbfinaleinzug beim Rom Masters wurde Shapovalov das erste Mal in seiner Karriere unter den Top 10 der Weltrangliste geführt.

### Davis Cup
2015 gewann Denis Shapovalov mit Félix Auger-Aliassime und Benjamin Sigouin die Juniorausgabe des Davis Cups. Der Titel war Kanadas erster Sieg bei dieser Veranstaltung.
Er spielte dann 2016 erstmals für die kanadische Davis-Cup-Mannschaft in der Weltgruppen-Relegation gegen Chile. Dort spielte er im, angesichts des Standes von 3:0, nicht mehr relevanten vierten Match gegen Cristian Garín und gewann in zwei Sätzen.
In der Erstrunden-Begegnung des Davis Cup 2017 gegen Großbritannien spielte Shapovalov die fünfte und entscheidende Partie gegen Kyle Edmund. Aus Enttäuschung über eigene Fehler drosch er beim Stand von 0:2 Sätzen einen Ball weg und traf damit den Stuhlschiedsrichter am Auge. Shapovalov wurde dafür disqualifiziert, Großbritannien gewann die Begegnung.
2022 gewann Shapovalov, gemeinsam mit Auger-Aliassime, Vasek Pospisil, Alexis Galarneau und Gabriel Diallo, den Davis Cup. Dies war der erste Triumph Kanadas seit Gründung des Teambewerbs im Jahr 1900.

## Erfolge
| Legende (Anzahl der Siege) |
| Grand Slam                 |
| ATP Finals                 |
| ATP Tour Masters 1000      |
| ATP Tour 500 (1)           |
| ATP Tour 250 (3)           |
| ATP Challenger Tour (2)    |

| ATP-Titel nach Belag |
| Hartplatz (4)        |
| Sand (0)             |
| Rasen (0)            |

### Einzel

#### Turniersiege

##### ATP Tour
| Nr. | Datum            | Turnier   | Belag         | Finalgegner          | Ergebnis  |
| --- | ---------------- | --------- | ------------- | -------------------- | --------- |
| 1.  | 20. Oktober 2019 | Stockholm | Hartplatz (i) | Filip Krajinović     | 6:4, 6:4  |
| 2.  | 4. November 2024 | Belgrad   | Hartplatz (i) | Hamad Međedović      | 6:4, 6:4  |
| 3.  | 9. Februar 2025  | Dallas    | Hartplatz (i) | Casper Ruud          | 7:65, 6:3 |
| 4.  | 20. Juli 2025    | Los Cabos | Hartplatz     | Aleksandar Kovacevic | 6:4, 6:2  |

##### ATP Challenger Tour
| Nr. | Datum         | Turnier       | Belag         | Finalgegner     | Ergebnis      |
| --- | ------------- | ------------- | ------------- | --------------- | ------------- |
| 1.  | 19. März 2017 | Drummondville | Hartplatz (i) | Ruben Bemelmans | 6:3, 6:2      |
| 2.  | 23. Juli 2017 | Gatineau      | Hartplatz     | Peter Polansky  | 6:1, 3:6, 6:3 |

#### Finalteilnahmen
| Nr. | Datum             | Turnier   | Belag         | Finalgegner        | Ergebnis      |
| --- | ----------------- | --------- | ------------- | ------------------ | ------------- |
| 1.  | 3. November 2019  | Paris     | Hartplatz (i) | Novak Đoković      | 3:6, 4:6      |
| 2.  | 22. Mai 2021      | Genf      | Sand          | Casper Ruud        | 6:76, 4:6     |
| 3.  | 13. November 2021 | Stockholm | Hartplatz (i) | Tommy Paul         | 4:6, 6:2, 4:6 |
| 4.  | 2. Oktober 2022   | Seoul     | Hartplatz     | Yoshihito Nishioka | 4:6, 6:75     |
| 5.  | 30. Oktober 2022  | Wien      | Hartplatz (i) | Daniil Medwedew    | 6:4, 3:6, 2:6 |

### Doppel

#### Finalteilnahmen
| Nr. | Datum            | Turnier   | Belag     | Partner       | Finalgegner                 | Ergebnis  |
| --- | ---------------- | --------- | --------- | ------------- | --------------------------- | --------- |
| 1.  | 16. Juni 2019    | Stuttgart | Rasen     | Rohan Bopanna | John Peers Bruno Soares     | 5:7, 3:6  |
| 2.  | 18. Februar 2022 | Doha      | Hartplatz | Rohan Bopanna | Wesley Koolhof Neal Skupski | 6:74, 1:6 |

## Bilanz
Einzel
| Turnier                      | 2025  | 2024  | 2023  | 2022              | 2021              | 2020              | 2019              | 2018              | 2017              | 2016 | 2015  | Gesamt  |
| ---------------------------- | ----- | ----- | ----- | ----------------- | ----------------- | ----------------- | ----------------- | ----------------- | ----------------- | ---- | ----- | ------- |
| Australian Open              | 2R    | 1R    | 3R    | VF                | 3R                | 1R                | 3R                | 2R                | –                 | –    | –     | VF      |
| French Open                  | 2R    | 3R    | 3R    | 1R                | —                 | 2R                | 1R                | 2R                | Q1                | –    | –     | 3R      |
| Wimbledon                    | 1R    | 3R    | AF    | 2R                | HF                | n. a.             | 1R                | 2R                | 1R                | –    | –     | HF      |
| US Open                      |       | 1R    | —     | 3R                | 2R                | VF                | 3R                | 3R                | AF                | –    | –     | VF      |
| ATP Finals                   |       | —     | —     | —                 | —                 | —                 | –                 | –                 | –                 | –    | –     | –       |
| Indian Wells Masters         | 3R    | 2R    | 2R    | 3R                | 3R                | n. a.             | AF                | 2R                | –                 | –    | –     | AF      |
| Miami Masters                | 3R    | 3R    | 3R    | 2R                | 3R                | n. a.             | HF                | AF                | –                 | –    | –     | HF      |
| Monte Carlo Masters          | 1R    | —     | —     | —                 | —                 | n. a.             | 1R                | 1R                | –                 | –    | –     | 1R      |
| Madrid Masters               | 3R    | 3R    | 2R    | 2R                | 2R                | n. a.             | 1R                | HF                | –                 | –    | –     | HF      |
| Rom Masters                  | 2R    | 1R    | —     | VF                | AF                | HF                | 2R                | AF                | –                 | –    | –     | HF      |
| Kanada Masters               |       | 1R    | —     | 1R                | 2R                | n. a.             | 2R                | AF                | HF                | 2R   | –     | HF      |
| Cincinnati Masters           |       | —     | —     | AF                | 2R                | 2R                | 2R                | AF                | –                 | –    | –     | AF      |
| Shanghai Masters             |       | 2R    | —     | nicht ausgetragen | nicht ausgetragen | nicht ausgetragen | 2R                | 1R                | 1R                | –    | –     | 2R      |
| Paris Masters                |       | —     | —     | 2R                | —                 | —                 | F                 | 1R                | 1R                | –    | –     | F       |
| Olympische Spiele            | n. a. | –     | n. a. | n. a.             | –                 | nicht ausgetragen | nicht ausgetragen | nicht ausgetragen | nicht ausgetragen | –    | n. a. | 0       |
| Davis Cup                    |       | VF    | —     | —                 | —                 | n. a.             | F                 | WG                | WG                | WG   | –     | F       |
| Turnierteilnahmen4           | 0     | 24    | 13    | 25                | 21                | 14                | 28                | 27                | 11                | 2    | 0     | 0       |
| Erreichte Finals             | 0     | 1     | 0     | 2                 | 2                 | 0                 | 2                 | 0                 | 0                 | 0    | 0     | 7       |
| Gewonnene Einzel-Titel       | 0     | 1     | 0     | 0                 | 0                 | 0                 | 1                 | 0                 | 0                 | 0    | 0     | 2       |
| Hartplatz-Siege/-Niederlagen | 0:0   | 18:15 | 6:7   | 29:18             | 7:6               | 12:13             | 34:19             | 25:18             | 12:13             | 2:2  | 0:0   | 91:70   |
| Sand-Siege/-Niederlagen      | 0:0   | 5:6   | 3:3   | 4:4               | 0:0               | 5:2               | 4:6               | 8:6               | 0:0               | 0:0  | 0:0   | 17:14   |
| Rasen-Siege/-Niederlagen     | 0:0   | 3:2   | 4:3   | 1:4               | 0:0               | 0:0               | 0:3               | 2:4               | 0:1               | 0:0  | 0:0   | 3:9     |
| Gesamt-Siege/-Niederlagen4   | 0:0   | 26:23 | 13:13 | 34:26             | 30:23             | 17:15             | 38:28             | 35:28             | 12:14             | 2:2  | 0:0   | 207:172 |
| Jahresendposition            |       | 56    | 109   | 18                | 14                | 12                | 15                | 27                | 51                | 250  | 1130  | N/A     |

Zeichenerklärung: S = Turniersieg; F, HF, VF, AF = Einzug ins Finale / Halbfinale / Viertelfinale / Achtelfinale; 1R, 2R, 3R = Ausscheiden in der 1. / 2. / 3. Hauptrunde; RR = Round Robin (Gruppenphase);
PO = Playoff (Auf- und Abstiegsrunde in der Davis-Cup-Weltgruppe); n. a. = Turnier wurde in dem Jahr nicht ausgetragen
1 Das Turnier von Hamburg ist seit 2009 nicht mehr Teil der Masters-Serie.

2 Das Turnier von Stockholm fand nur von 1990 bis 1995 als Masters-Turnier statt.

3 Das Turnier von Stuttgart fand 1995 einmal in Essen statt und war davor nicht Teil der Masters-Serie.

4 Hier gelten nur – wie auch bei bei Finalteilnahmen und gewonnenen Titeln – Turniere der ATP Tour sowie die vier Grand-Slam-Turniere und die ATP Finals; d. h. keine Challenger- und Future-Turniere oder Mannschaftswettbewerbe (Davis Cup oder World Team Cup).
4 Letztere zählen jedoch in den Sieg/Niederlagen-Statistiken rein. Kurzfristige Rücktritte vom Match zählen weder zu den Turnierteilnahmen (wenn in der ersten Runde) noch zur Siegesbilanz.

Stand: Saisonende 2024